# Fiore sardo
Le fiore sardo est un fromage italien à pâte dure non cuite, produit exclusivement avec du lait entier de brebis sarde, frais, cru et coagulé avec de la présure de chevreau ou d'agneau. Il est fumé avant le début de l'affinage en deux phases qui dure un minimum de 105 jours. Le poids final du fromage varie entre 1,5 et 4 kg.
Il est produit sur tout le territoire de la région autonome de Sardaigne.
Le Fiore Sardo est très indiqué comme fromage de table jusqu'à 6 mois de maturité pour sa consistance très souple ainsi que pour la douceur de sa pâte.
Depuis le 1er juillet 1996, la dénomination Fiore Sardo est protégée au niveau européen par une appellation d'origine protégée (AOP).